# Steve Phillips (futbolista)
Steven John Phillips (Bath, Somerset, Inglaterra; 6 de mayo de 1978) es un futbolista inglés. Juega de portero y su equipo actual es el Yeovil Town de la Football League Two de Inglaterra, donde además es el entrenador de porteros.

## Carrera
El guardameta comenzó su carrera deportiva en 1997, en el Bristol City, después de estar cedido tres veces, jugó 267 veces en el Bristol City hasta 2006. En este año tras una supuesta pelea con un gerente interno del club, cambió de club al equipo rival de la misma ciudad, el Bristol Rovers donde jugó hasta 2009 136 partidos. Después se fue cedido al Shrewsbury Tow y posteriormente al Crewe Alexandra donde ha sido traspasado en la temporada 2010/2011, aunque no es titular y no ha jugado ningún partido de liga.
En septiembre de 2017, Phillips se unió al Yeovil Town de la League Two como entrenador interino de porteros, luego de la salida de Sam Shulberg.

## Clubes
| Club                         | País       | Año           |
| ---------------------------- | ---------- | ------------- |
| Bristol City                 | Inglaterra | 1997-2006     |
| Gloucester City (Cesión)     | Inglaterra | 1996          |
| Evesham United (Cesión)      | Inglaterra | 1996          |
| Worcester City (Cesión)      | Inglaterra | 1997          |
| Bristol Rovers               | Inglaterra | 2006-2010     |
| Shrewsbury Town (Cesión)     | Inglaterra | 2009          |
| Crewe Alexandra (Cesión)     | Inglaterra | 2009-2010     |
| Crewe Alexandra              | Inglaterra | 2010-2014     |
| Nantwich Town                | Inglaterra | 2014          |
| Shepton Mallet               | Inglaterra | 2014-2015     |
| Bath City                    | Inglaterra | 2015-2017     |
| Mangotsfield United (Cesión) | Inglaterra | 2016-2017     |
| Mangotsfield United          | Inglaterra | 2017          |
| Yeovil Town                  | Inglaterra | 2018-presente |

## Títulos

### Títulos nacionales
| Título                 | Club            | País       | Año  |
| ---------------------- | --------------- | ---------- | ---- |
| Football League Trophy | Crewe Alexandra | Inglaterra | 2013 |